# White Noise (lied)
White Noise is een single van de Belgische postpunkband Whispering Sons. Het werd op 15 september 2017 vrijgegeven via Weyrd Son Records. De single omvat het titelnummer en een B-kant: Performance B Remix. Het werd na het al langer live te hebben gespeeld in de studio opgenomen als een opvolger van Performance / Strange Identities. 

## Ontvangst
Het nummer werd heel goed ontvangen. Niels Ruwier van Dansende Beren beschreef dat “het nummer de typische donkere vibe van de band heeft en speels begeleid wordt door een dreigende drum. De stem van Fenne Kuppens gaat weer door merg en been en brengt de angst van hun muziek nog beter naar voor. Door er af en toe een zweverig gitaargeluid door te mengen, weet Whispering Sons ook te fascineren. Het is niet constant inspelen op de repetitieve drums maar er duiken hier en daar ook wat luidere gitaren op. Dat is de sterkte van deze geniale song”.

## Inhoud
A-kant
1. White Noise (2:59)

B-kant
1. Performance B Remix (4:46)

## Bezetting
- Fenne Kuppens – Zang
- Kobe Lijnen – Gitaar
- Tuur Vandeborne – Basgitaar
- Sander Pelsmaekers – Drums
- Sander Hermans – Toetsen